# پابلو گالدامس
پابلو گالدامس (انگلیسی: Pablo Galdames؛ زادهٔ ۳۰ دسامبر ۱۹۹۶) بازیکن فوتبال اهل شیلی است.
از باشگاه‌هایی که در آن بازی کرده‌است می‌توان به باشگاه فوتبال ولز سارسفیلد اشاره کرد.
وی همچنین در تیم‌های ملی فوتبال زیر ۲۰ سال و بزرگسالان شیلی بازی کرده‌است.